# Cirsotrema translucida
Cirsotrema translucida is een slakkensoort uit de familie van de Epitoniidae. De wetenschappelijke naam van de soort is voor het eerst geldig gepubliceerd in 1906 door Gatliff.